# Michail Olegowitsch Grigorenko
Michail Olegowitsch Grigorenko (russisch Михаил Олегович Григоренко; englische Transkription: Mikhail Olegovich Grigorenko; * 16. Mai 1994 in Chabarowsk) ist ein russischer Eishockeyspieler, der seit Juli 2024 beim SKA Sankt Petersburg aus der Kontinentalen Hockey-Liga (KHL) unter Vertrag steht. Zuvor war der Center bereits von 2017 bis 2020 für ZSKA aktiv und gewann mit dem Team im Jahr 2019 den Gagarin-Pokal. Zudem verbrachte er sechs Spielzeiten in der National Hockey League (NHL), wobei er knapp 250 Spiele für die Buffalo Sabres, Colorado Avalanche und Columbus Blue Jackets absolvierte. Bei den Olympischen Winterspielen 2018 gewann Grigorenko mit der russischen Nationalmannschaft unter neutraler Flagge die Goldmedaille.

## Karriere
Grigorenko entstammt der Kaderschmiede des Armeeklubs HK ZSKA Moskau. Dort spielte er in der Saison 2010/11 im Alter von 16 Jahren für das Nachwuchsteam Krasnaja Armija Moskau in der Molodjoschnaja Chokkeinaja Liga. In 43 Partien kam er dabei auf 35 Scorerpunkte. Als jüngster Spieler des Teams beendete er die Hauptrunde als Neunter in der teaminternen Scorerwertung. Weitere fünf Punkte ließ der Center in zehn Playoff-Spielen folgen, die mit dem Gewinn des Charlamow-Pokals gekrönt wurden. Das Talent des Angreifers war auch den Scouts der Canadian Hockey League nicht verborgen geblieben und so wählten ihn die Remparts de Québec im Juni 2011 in der ersten Runde des CHL Import Draft 2011 an zweiter Gesamtposition und nur hinter dem Finnen Olli Määttä aus. Um auch im weiteren Verlauf seiner Karriere auf die Dienste ihres Jugendspielers zurückgreifen zu können, sicherte sich ZSKA Moskau im KHL Junior Draft 2011 die Rechte an Grigorenko für die Kontinentale Hockey-Liga. Sie wählten ihn in der ersten Runde an achter Stelle aus.
Der Russe entschied sich daraufhin im August 2011 nach Nordamerika zu den Remparts de Québec in die Ligue de hockey junior majeur du Québec zu wechseln. Die reguläre Saison 2011/12 beendete er als zweitbester Punktesammler des Teams mit 85 Scorerpunkten in 59 Partien, lediglich Frédérick Roy – der Sohn des legendären NHL-Torwarts Patrick Roy – war erfolgreicher. Für diese herausragenden Leistungen wurde Grigorenko mit zahlreichen individuellen Auszeichnungen geehrt, unter anderem gewann der Russe die Coupe RDS als bester Rookie und wurde ins First All-Star Team der Liga berufen.
Im Rahmen des NHL Entry Draft 2015 wurde Grigorenko samt Nikita Sadorow und J. T. Compher und dem Zweitrunden-Wahlrecht der Sabres an die Colorado Avalanche abgegeben. Im Gegenzug erhielt Buffalo Jamie McGinn und Ryan O’Reilly. Nach der Saison 2016/17 erhielt Grigorenko keinen neuen Vertrag in Colorado, sodass er zum HK ZSKA Moskau zurückkehrte und dort im Juli 2017 einen neuen Dreijahresvertrag unterzeichnete. Beim ZSKA entwickelte sich der Angreifer im Verlauf der drei Jahre zu einem der besten Spieler der Liga und führte seine Mannschaft im Frühjahr 2019 zum Gewinn des Gagarin-Pokals und der russischen Meisterschaft. Nach Auslaufen des Vertrags wechselte Grigorenko im April 2020 erneut nach Nordamerika und in die NHL, wo er einen Einjahresvertrag bei den Columbus Blue Jackets unterzeichnete. Nach Erfüllung dessen kehrte er im Juli 2021 wieder zum HK ZSKA Moskau zurück. Er gewann mit der Mannschaft in den Jahren 2022 und 2023 erneut den Gagarin-Pokal. Im Sommer 2024 wechselte er nach drei Jahren innerhalb der Liga zum SKA Sankt Petersburg.

### International
Grigorenko vertrat sein Heimatland Russland bei der World U-17 Hockey Challenge 2010, World Junior A Challenge 2010, U18-Junioren-Weltmeisterschaft 2011 und U20-Junioren-Weltmeisterschaft 2012.
Bei der World U-17 Hockey Challenge 2010 verloren die Russen dabei im Spiel um die Bronzemedaille gegen Schweden und beendeten das Turnier auf dem vierten Rang. Grigorenko erzielte zehn Scorerpunkte und war damit hinter Alexander Chochlatschow zweitbester Punktesammler des russischen Teams sowie drittbester des gesamten Turniers. Die World Junior A Challenge 2010 im November beendeten die Russen auf dem sechsten Rang, wobei Grigorenko mit sechs Punkten zweitbester Scorer des Teams hinter Nikita Kutscherow war. Ein Jahr später bildete Grigorenko bei der U18-Junioren-Weltmeisterschaft 2011 eine Sturmreihe mit Nail Jakupow und erneut Nikita Kutscherow. Der Center war mit 18 Scorerpunkten, darunter der Turnierbestwert von 14 Torvorlagen, maßgeblich am Bronzemedaillengewinn der Russen beteiligt. Seine Sturmkollegen Kutscherow und Jakupow kamen auf 21 bzw. 13 Scorerpunkte. Bei der U20-Junioren-Weltmeisterschaft 2012 fügte er eine Silbermedaille zu seiner Sammlung hinzu.
Für die A-Nationalmannschaft nahm Grigorenko unter neutraler Flagge an den Olympischen Winterspielen 2018 teil und errang dort mit dem Team die Goldmedaille. Vier Jahre später bei den Olympischen Winterspielen 2022 sicherte er sich mit der Mannschaft die Silbermedaille. Dazwischen lagen Teilnahmen an den Weltmeisterschaften der Jahre 2018, 2019 und 2021, wobei Grigorenko im Jahr 2021 seiner Medaillensammlung eine Bronzemedaille hinzufügen konnte.

## Erfolge und Auszeichnungen
| - 2011 Charlamow-Pokal-Gewinn mit Krasnaja Armija Moskau - 2012 Teilnahme am CHL Top Prospects Game - 2012 Trophée Michel Bergeron - 2012 Coupe RDS - 2012 Trophée Michael Bossy - 2012 LHJMQ All-Rookie-Team - 2012 LHJMQ First All-Star-Team - 2012 CHL Rookie of the Year | - 2019 KHL-Stürmer des Monats April - 2019 Gagarin-Pokal-Gewinn und Russischer Meister mit dem HK ZSKA Moskau - 2019 Topscorer der KHL-Playoffs - 2019 KHL First All-Star Team - 2022 Gagarin-Pokal-Gewinn und Russischer Meister mit dem HK ZSKA Moskau - 2023 KHL-Stürmer des Monats Februar - 2023 Gagarin-Pokal-Gewinn und Russischer Meister mit dem HK ZSKA Moskau - 2023 Wertvollster Spieler der KHL-Playoffs |

### International
| - 2009 Silbermedaille beim Ivan Hlinka Memorial Tournament - 2011 Goldmedaille beim Europäischen Olympischen Winter-Jugendfestival - 2011 Bronzemedaille bei der U18-Junioren-Weltmeisterschaft - 2011 Bester Vorlagengeber der U18-Junioren-Weltmeisterschaft - 2011 Bronzemedaille beim Ivan Hlinka Memorial Tournament - 2012 Silbermedaille bei der U20-Junioren-Weltmeisterschaft | - 2013 Bronzemedaille bei der U20-Junioren-Weltmeisterschaft - 2014 Bronzemedaille bei der U20-Junioren-Weltmeisterschaft - 2018 Goldmedaille bei den Olympischen Winterspielen - 2019 Bronzemedaille bei der Weltmeisterschaft - 2022 Silbermedaille bei den Olympischen Winterspielen |

## Karrierestatistik
Stand: Ende der Saison 2023/24

### International
| Vertrat Russland bei: - Ivan Hlinka Memorial Tournament 2009 - World U-17 Hockey Challenge 2010 - Ivan Hlinka Memorial Tournament 2010 - World Junior A Challenge 2010 - Europäisches Olympisches Winter-Jugendfestival 2011 - U18-Junioren-Weltmeisterschaft 2011 - Ivan Hlinka Memorial Tournament 2011 | - U20-Junioren-Weltmeisterschaft 2012 - U20-Junioren-Weltmeisterschaft 2013 - U20-Junioren-Weltmeisterschaft 2014 - Weltmeisterschaft 2018 - Weltmeisterschaft 2019 - Weltmeisterschaft 2021 | Vertrat die Olympischen Athleten aus Russland bei: - Olympischen Winterspielen 2018 Vertrat das Russische Olympische Komitee bei: - Olympischen Winterspielen 2022 |

(Legende zur Spielerstatistik: Sp oder GP = absolvierte Spiele; T oder G = erzielte Tore; V oder A = erzielte Assists; Pkt oder Pts = erzielte Scorerpunkte; SM oder PIM = erhaltene Strafminuten; +/− = Plus/Minus-Bilanz; PP = erzielte Überzahltore; SH = erzielte Unterzahltore; GW = erzielte Siegtore; 1 Play-downs/Relegation; Kursiv: Statistik nicht vollständig)